# 科技二路站
科技二路站是西安地铁8号线的一座车站，位于中华人民共和国陕西省西安市雁塔区唐延路与科技二路交叉口。

## 车站结构
本站为地下二层岛式站台车站。
| 地面              | 出入口 | A-D出入口                                                                                           |
| 地下一层          | 站厅   | 客服中心、自动售票机、长安通自助机                                                                  |
| 地下二层          | 站台   | \| \| \| █ 8号线内环（延平门） \| \| 島式 · 開左邊车门 \| \| \| \| \| \| █ 8号线外环（木塔寺西） \| |
|                   |        | █ 8号线内环（延平门）                                                                               |
| 島式 · 開左邊车门 |        | |
|                   |        | █ 8号线外环（木塔寺西）                                                                             |

## 公共艺术
本站是8号线29座标准站之一，所处的西段以“秋之金”为装潢主题色。

## 出入口
本站共有4个出入口。
|            |                                                                        |      |
| 编号       | 指示                                                                   | 图片 |
| A          | 科技二路（北）、唐延路（西）、唐城墙遗址公园、沣惠南路                 |      |
| B          | 科技二路（南）、唐延路（西）、唐城墙遗址公园、沣惠南路                 |      |
| C          | 唐延路（东）、科技二路（南）、西安高新第一中学、中华人民共和国西安海关 |      |
| D          | 唐延路（东）、科技二路（北）、科技一路                                 |      |
| 无障碍电梯 |                                                                        |      |

## 历史
本站在建设时称作高新一中站。
- 2024年12月26日：车站随8号线通车启用[3]。